# Hernán Alessandri Morandé
Hernán Alessandri Morandé (Santiago de Chile, 22 de febrero de 1935 - ibidem, 18 de diciembre de 2007), fue un sacerdote schönstattiano chileno y el fundador, en 1983, de la Corporación de Beneficencia María Ayuda.

## Primeros años de vida
Fue hijo de Hernán Alessandri Rodríguez, Profesor y Decano de la Facultad de Medicina de la Universidad de Chile, y de Loreto Morandé Campino, su segunda esposa, tiene una hermana llamada María Loreto Alessandri Morandé. Su abuelo fue Arturo Alessandri Palma, Presidente de Chile, su abuelo tuvo ocho hijos, entre ellos Arturo, famoso profesor y civilista, y Jorge, Presidente de Chile. 
Fue el mejor alumno del Sagrados Corazones de la Alameda, fue compañero de curso del hoy Obispo de Temuco Monseñor Camilo Vial, como también del P. Joaquín Alliende y del P. Benjamín Pereira, quienes serán más tarde hermanos de comunidad en los Padres Palotinos y luego en la Comunidad de los Padres de Schoenstatt. El P. Horacio Rivas, también compañero de colegio, pero de un curso superior al P. Hernán, recuerda "cómo todos los años, al momento de la premiación de fin de curso, se llevaba todos los premios. Siempre se destacó por sus notas y desempeño académico, donde obtenía la nota máxima en todas las asignaturas, salvo en educación física donde fue un alumno regular. Sin embargo, nunca se vanagloriaba de esta gran capacidad intelectual; al contrario, todos coinciden al recordarlo como un alumno muy sociable y querido por sus compañeros, de temperamento alegre y que participaba activamente en la vida escolar. Se destacó siempre en el taller literario y a la hora de pronunciar los discursos. Para sus más conocidos llamaba la atención cómo durante la ceremonia de entrega de premios de fin de año, su madre se encontraba en una esquina de la sala aplaudiendo a su hijo, mientras en la esquina opuesta, estaba su padre, observando tranquilo la ceremonia de premiación".
También un prometedor estudiante de Derecho de la Universidad de Chile, entre 1953 y 1956. Cuando le contó a su familia sus intenciones de ser sacerdote schoenstattiano no lo podían creer, pues el movimiento de Schoenstatt tenía ideas que parecían revolucionarias para la época.

## Sacerdocio
El 1 de abril de 1957, ingresó al noviciado de los Padres Palotinos, congregación que había sido la del fundador de Schoenstatt, el Padre José Kentenich. Los sacerdotes schoenstattianos debían ordenarse primero como pallotinos, ya que el Instituto Secular de los Padres de Schoenstatt no fue fundado sino hasta 1966.
Recién ordenado, el Padre Hernán se fue a trabajar al servicio de los pobladores de Carrascal. “Descubrí toda la riqueza religiosa de la gente sencilla, su capacidad de sacrificio, su lucha por ayudar a los hijos a salir adelante”, decía con alegría luego de estar 17 años con ellos. Para el Padre Hernán, las condiciones materiales y físicas eran fundamentales para el pleno desarrollo de las personas como hijos de Dios, por lo que organizó comedores para niños y talleres de artesanía para mujeres, los que fueron exportados a Alemania.
El Padre Hernán fue un sacerdote ejemplar en todo sentido. Dictó innumerables conferencias y escribió cientos de artículos, especialmente relacionados con la Pastoral Familiar, hasta que su salud se lo permitió. Su último libro, escrito con un impresionante esfuerzo por sus condiciones físicas ya deterioradas, lo tituló: “La Propuesta evangelizadora de Schoenstatt”, una obra síntesis, en la que describe las convergencias del pensamiento del Papa Juan Pablo II y el carisma del Padre José Kentenich.
Pocos saben que el Padre Hernán ha sido el único chileno que ha participado como teólogo en el Vaticano, pues no lo mencionaba, salvo que fuera estrictamente necesario. Más adelante participó en el Consejo Episcopal Latinoamericano (Celam) y en la conferencia de Puebla (1979), especialmente en el tema de eclesiología.

### María Ayuda
Era 1983 y la crisis económica obligaba a muchos niños y niñas a salir a las calles, por lo que él apeló a la generosidad de sus contactos y consiguió una casa donde llegaron las primeras nueve niñas.[cita requerida] De esta forma, cumplía su sueño: rescatar a aquellas niñas de la miseria espiritual, devolviéndoles la dignidad que el mundo no les reconocía. María Ayuda fue creciendo y actualmente cuenta con 20 programas sociales a lo largo del país, donde se acoge a alrededor de 1700 niños, niñas y adolescentes que han sufrido vulneración en sus derechos.

## Fallecimiento
Falleció el 18 de diciembre del 2007, a sus 72 años de edad, tras haber estado postrado en cama sus últimos nueve años de vida debido a una enfermedad. Sus funerales se realizaron en el Santuario de Schoenstatt Bellavista, al día siguiente fue su funeral en la misma Iglesia del Espíritu Santo en Bellavista, esta vez la presidió su hermano de generación el Arzobispo de Santiago, el Cardenal Francisco Javier Errázuriz Ossa, estaba también su otro hermano de generación y excompañero de curso de colegio, Monseñor Manuel Camilo Vial y otros obispos de Chile, vicarios episcopales de la Arquidiócesis, además de muchos sacerdotes del clero diocesano y toda su comunidad de los Padres de Schoenstatt en Chile. 
La Iglesia estaba abarrotada de gente de los más diversos lugares, muchos de sus familiares, personas ligadas al mundo universitario, exalumnos de él, compañeros de colegio, del movimiento, las misiones familiares, pobladores y familias de su querida parroquia de Carrascal, etc, tantas personas a las que el había ayudado. Esto era una expresión clara de la amplitud y profundidad de corazón del P. Hernán que había calado hondamente en tantos corazones. Predicó el P. Luis Ramírez, su hermano de curso, su superior por más de doce años y quién lo había acompañado más de cerca en toda la evolución de su enfermedad durante veinte años.
Después de la misa lo llevaron al cementerio de la comunidad ubicado detrás del Santuario donde su curso cantó la canción (compuesta por el mismo y que hablaba de su ideal de curso): 

“Padres de un Reino nuevo”, 
“Amemos la cruz que nos hiere y alcemos su herida triunfal,
Cual otro costado de Cristo, llagado de amor paternal.
Cantemos al ver nuestro pecho que abierto ha empezado a sangrar,
Sabiendo que esa sangre es vida que en otros nos va a eternizar”

Desde aquel momento su tumba es permanentemente visitada y adornada con flores.

## Proceso de Canonización
El 20 de noviembre de 2014, la Conferencia Episcopal de Chile dio su aprobación para iniciar su proceso de canonización.

## Obras
- Alessandri, Hernán (2009). La Historia del P. Kentenich. Nueva Patris. p. 385. ISBN 978-956-246-198-6.
- Alessandri, Hernán (2009). «LA VISIÓN CRISTIANA DEL TRABAJO Comentario a Laborem Exercen».  En P.José Luis Correa, ed. EMPRESA, ECONOMÍA Y ESPIRITUALIDAD. Nueva Patris. ISBN 978-956-246-405-5.
- Alessandri, Hernán (2008). LA PROPUESTA EVANGELIZADORA DE SCHOENSTATT. Nueva Patris. p. 750. ISBN 978-956-246-346-1.
- Alessandri, Hernán (2006). Cómo ejercer la autoridad. Nueva Patris. p. 77.
- Alessandri, Hernán (2000). ¿Qué significa el santuario de Schoenstatt?. Patris. ISBN 9562462064.